# Caistor St Edmund and Bixley
Caistor St Edmund and Bixley är en civil parish i South Norfolk distrikt i Norfolk grevskap i England, i den sydöstra delen av landet, 150 km nordost om huvudstaden London. Det inkluderar Bixley och Caistor St. Edmund. Den bildades den 1 april 2019.